# Pirosarcú papagáj
A pirosarcú papagáj (Hapalopsittaca pyrrhops) a madarak osztályának papagájalakúak (Psittaciformes) rendjébe és a papagájfélék (Psittacidae) családjába tartozó faj.

## Rendszerezése
A fajt Osbert Salvin angol ornitológus írta le 1876-ban, a Pionopsitta nembe Pionopsitta pyrrhops néven.

## Előfordulása
Az Andokban, Ecuador és Peru területén honos. Természetes élőhelyei a szubtrópusi vagy trópusi hegyi esőerdők. Állandó, nem vonuló faj.

## Megjelenése
Átlagos testhossza 22 centiméter.

## Természetvédelmi helyzete
Az elterjedési területe kicsi, egyedszáma 1200-1600 példány közötti és szintén csökken. A Természetvédelmi Világszövetség Vörös listáján veszélyeztetett fajként szerepel.